# Miss São Paulo
Miss São Paulo (ou Miss Estado de São Paulo) é um tradicional concurso de beleza feminino de nível estadual, válido para a disputa de Miss Brasil, único caminho para o Miss Universo. A disputa é realizada anualmente desde 1954 e desde então, o Estado já obteve oito (8) vitórias no nacional, sendo a última conquista obtida em 1994 com a representante de Campinas (porém nascida em Conchal), Valéria Péris. O evento é gerido pelos empresários Renata Vilani e Samuel Teixeira desde 2024.

## Histórico

### Tabela de classificação

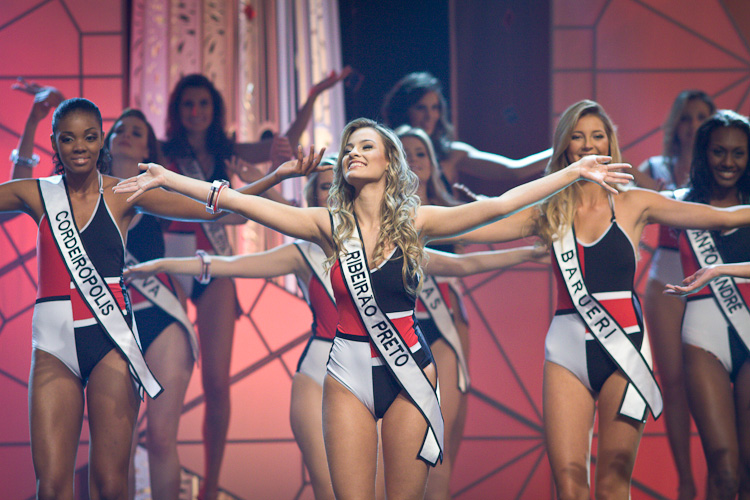
Início do desfile de maiô do concurso Miss São Paulo 2012 no Anhembi. Em destaque na foto (E-D): Layla Pennas (Cordeirópolis), Isabela Posterari (Ribeirão Preto) e Carol Mischiatti (Barueri).

A performance das paulistas no Miss Brasil:
| Posição       | Performance |
| ------------- | ----------- |
| Miss Brasil   | 8           |
| 2º. Lugar     | 13          |
| 3º. Lugar     | 5           |
| 4º. Lugar     | 3           |
| 5º. Lugar     | 8           |
| Finalista     | 3           |
| Semifinalista | 22          |
| Total         | 62          |

### Premiações Especiais
- Miss Fotogenia: Valéria Péris (1994).

- Miss Voto Popular: Glenda Saccomano (2005) e Francine Pantaleão (2012).

### Coordenações
Estiveram à frente da organização do evento:
- de 1998 a 2004: Padre Silvio Roberto.

- de 2005 a 2011: Giovana Nogueira (Produtora de Eventos).

- de 2012 a 2014: Viviani Negocia e Gabriela Fagliari (Departamento de Projetos da Enter - Band).

- de 2015 a 2019: Karina Ades (Diretora Geral do Miss Brasil - Band/Polishop).

- de 2020 a 2023: Éder Rodrigo Ignácio (Empresário e Produtor de Eventos).

- desde 2024: Renata Vilani (Comunicadora) e Samuel Teixeira (Estilista).

### Galeria das vencedoras

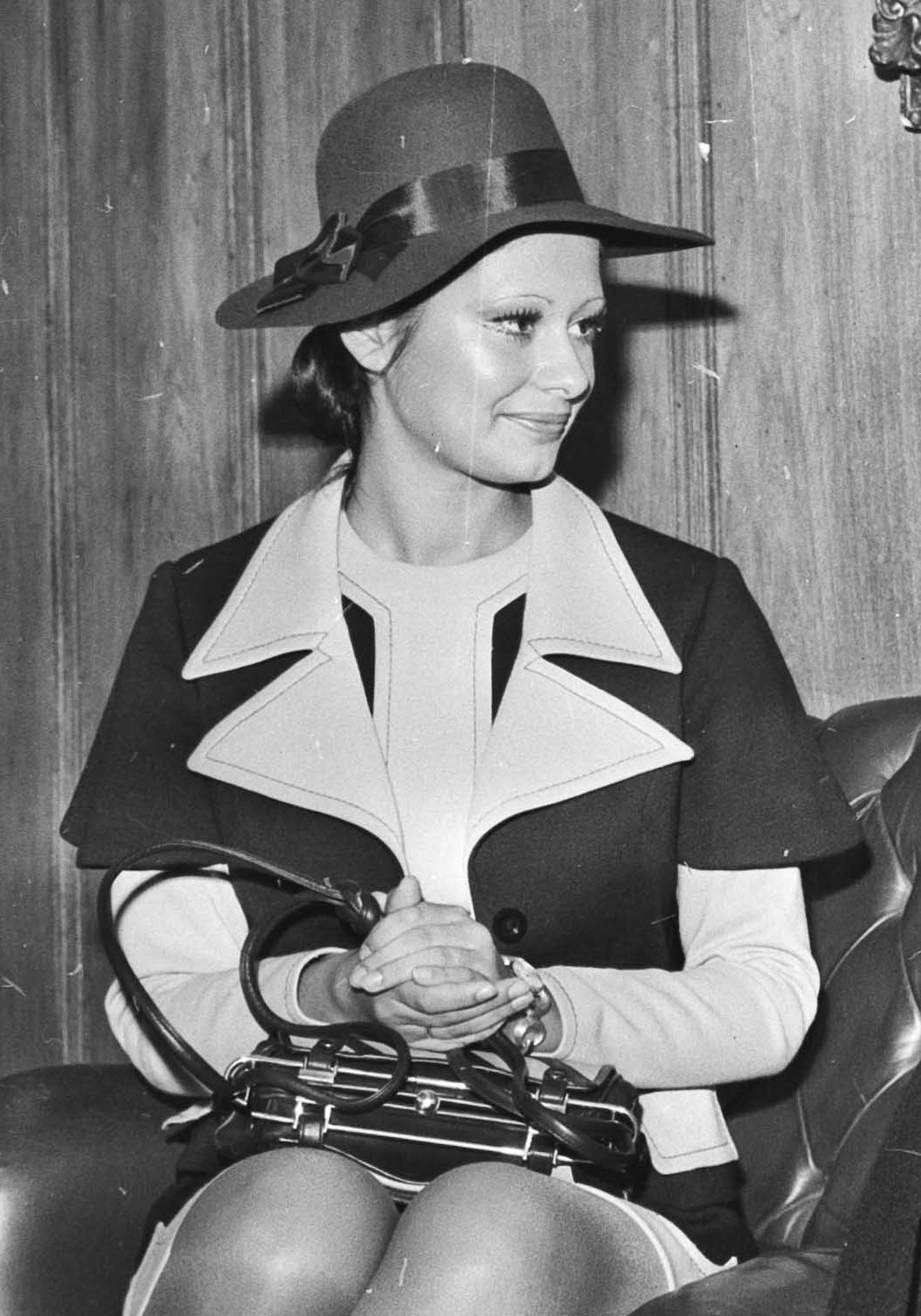
Sandra Mara, 1973
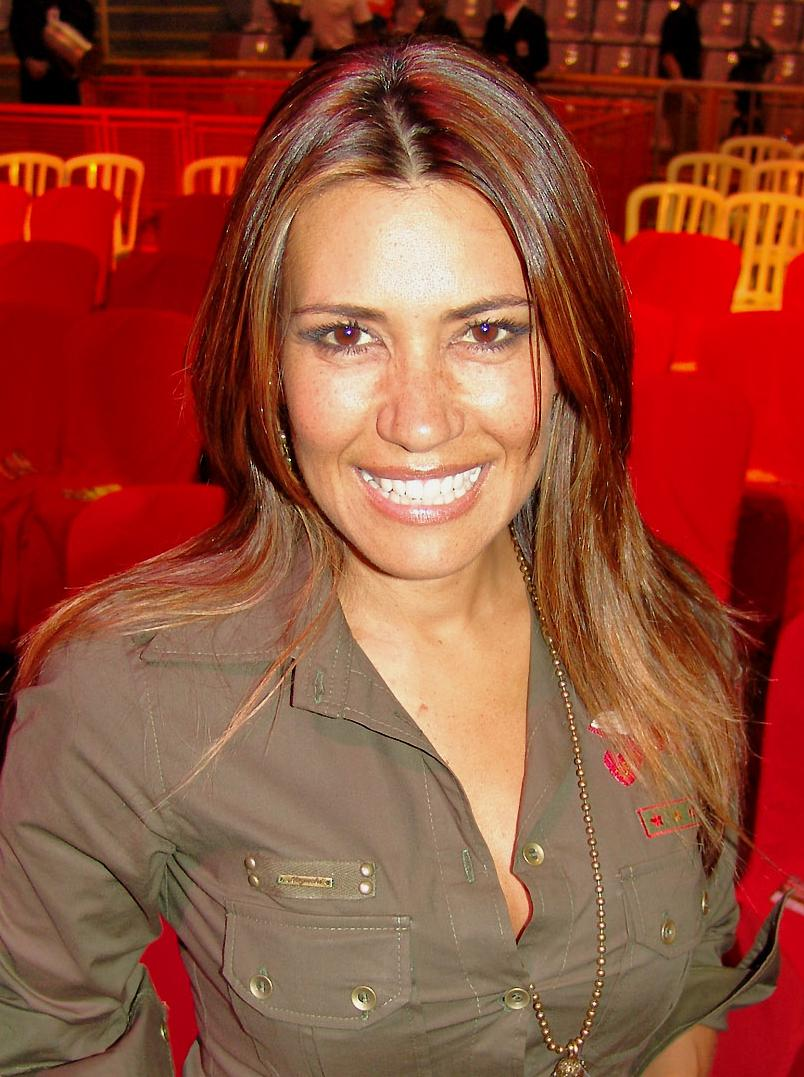
Solange Frazão, 1982
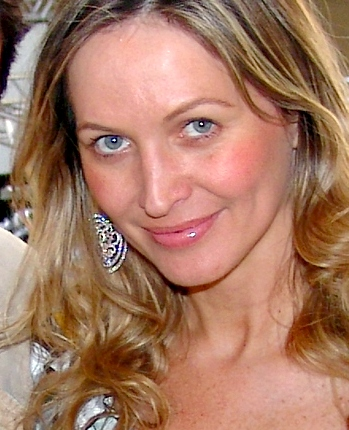
Adriana Colin,  1989
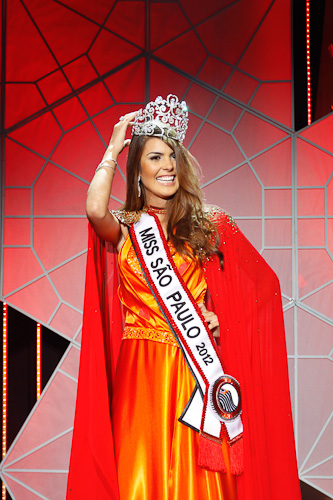
Francine, 2012
Ana Flávia, 2022

## Vencedoras
A Miss São Paulo tornou-se Miss Brasil.
     A Miss São Paulo renunciou ao título estadual.
| Ano  | Participação                                            | Vencedora                                               | Representação                                           | Colocação                                               | Miss Universo                                           | Ref.                                                    |
| ---- | ------------------------------------------------------- | ------------------------------------------------------- | ------------------------------------------------------- | ------------------------------------------------------- | ------------------------------------------------------- | ------------------------------------------------------- |
| 2026 | 70ª                                                     | Giovanna Figlie                                         | Itu                                                     | TBD                                                     |                                                         | [ 1 ]                                                   |
| 2025 | 69ª                                                     | Karoline Morais                                         | Guarulhos                                               | Semifinalista (Top 14)                                  |                                                         | [ 2 ]                                                   |
| 2024 | 68ª                                                     | Milla Vieira                                            | São Bernardo do Campo                                   | Semifinalista (Top 13)                                  |                                                         | [ 3 ]                                                   |
| 2023 | 67ª                                                     | Vitória Brodt                                           | Campinas                                                | 3°. Lugar                                               |                                                         | [ 4 ]                                                   |
| 2022 | 66ª                                                     | Ana Flávia                                              | Amparo                                                  | Não disputou, assumiu.                                  |                                                         | [ 5 ]                                                   |
| 2022 |                                                         | Adrielle Pieve                                          | São Paulo                                               | Semifinalista (Top 16)                                  |                                                         | [ 6 ]                                                   |
| 2021 | 65ª                                                     | Bianca Lopes                                            | Jaú                                                     | 4º. Lugar                                               |                                                         | [ 7 ]                                                   |
| 2020 | A Miss Brasil foi indicada, portanto não houve disputa. | A Miss Brasil foi indicada, portanto não houve disputa. | A Miss Brasil foi indicada, portanto não houve disputa. | A Miss Brasil foi indicada, portanto não houve disputa. | A Miss Brasil foi indicada, portanto não houve disputa. | A Miss Brasil foi indicada, portanto não houve disputa. |
| 2019 | 64ª                                                     | Bianca Lopes                                            | Jaú                                                     | 3º. Lugar                                               |                                                         | [ 8 ]                                                   |
| 2018 | 63ª                                                     | Paula Palhares                                          | Sumaré                                                  | Semifinalista (Top 10)                                  |                                                         | [ 9 ]                                                   |
| 2017 | 62ª                                                     | Karen Porfiro                                           | São Paulo                                               |                                                         |                                                         | [ 10 ]                                                  |
| 2016 | 61ª                                                     | Sabrina Paiva                                           | Caconde                                                 | Semifinalista (Top 10)                                  |                                                         | [ 11 ]                                                  |
| 2015 | 60ª                                                     | Jéssica Voltolini                                       | Ribeirão Preto                                          | 3º. Lugar                                               |                                                         | [ 12 ]                                                  |
| 2014 | 59ª                                                     | Fernanda Leme                                           | Ribeirão Preto                                          | 2º. Lugar                                               |                                                         | [ 13 ]                                                  |
| 2013 | 58ª                                                     | Bruna Michels                                           | Diadema                                                 | Finalista (Top 05)                                      |                                                         | [ 14 ]                                                  |
| 2012 | 57ª                                                     | Francine Pantaleão                                      | Jaú                                                     | Finalista (Top 05)                                      |                                                         | [ 15 ]                                                  |
| 2011 | 56ª                                                     | Rafaela Butareli                                        | Marília                                                 | 4º. Lugar                                               |                                                         | [ 16 ]                                                  |
| 2010 | 55ª                                                     | Karla Mandro                                            | Piracicaba                                              | Semifinalista (Top 15)                                  |                                                         | [ 17 ]                                                  |
| 2009 | 54ª                                                     | Sílvia Novais                                           | Campinas                                                | Semifinalista (Top 15)                                  |                                                         | [ 18 ]                                                  |
| 2008 | 53ª                                                     | Janaína Barcelos                                        | Caieiras                                                | 4º. Lugar                                               |                                                         | [ 19 ]                                                  |
| 2007 | 52ª                                                     | Sabrina Rhoden                                          | Barueri                                                 | 5º. Lugar                                               |                                                         | [ 20 ]                                                  |
| 2006 | 51ª                                                     | Nicole Bernardes                                        | Taubaté                                                 |                                                         |                                                         | [ 21 ]                                                  |
| 2005 | 50ª                                                     | Glenda Saccomano                                        | Sorocaba                                                | Semifinalista (Top 10)                                  |                                                         | [ 22 ]                                                  |
| 2004 | 49ª                                                     | Mayra Simões                                            | Dracena                                                 |                                                         |                                                         | [ 23 ]                                                  |
| 2003 | 48ª                                                     | Juliana Volpini                                         | São José do Rio Preto                                   | 5º. Lugar                                               |                                                         | [ 24 ]                                                  |
| 2002 | 47ª                                                     | Issa Oliveira                                           | Cajobi                                                  | Semifinalista (Top 10)                                  |                                                         | [ 25 ]                                                  |
| 2001 | 46ª                                                     | Joyce Aguiar                                            | Votuporanga                                             | 3º. Lugar                                               |                                                         | [ 26 ]                                                  |
| 2000 | 45ª                                                     | Vanessa Martins                                         | São Paulo                                               | Semifinalista (Top 11)                                  |                                                         |                                                         |
| 1999 | 44ª                                                     | Melissa Coelho                                          | Santo André                                             | Semifinalista (Top 10)                                  |                                                         |                                                         |
| 1998 | 43ª                                                     | Daniela Polido                                          | São Paulo                                               | Semifinalista (Top 12)                                  |                                                         |                                                         |
| 1997 | 42ª                                                     | Camila Freitas                                          | Votuporanga                                             | 5º. Lugar                                               |                                                         |                                                         |
| 1996 | 41ª                                                     | Daniela Zanotello                                       | Indaiatuba                                              | Semifinalista (Top 12)                                  |                                                         |                                                         |
| 1995 | 40ª                                                     | Luiara Fiedler                                          | Rio Claro                                               | Semifinalista (Top 10)                                  |                                                         |                                                         |
| 1994 | 39ª                                                     | Valéria Péris                                           | Campinas                                                | MISS BRASIL 1994                                        | (Não obteve classificação)                              |                                                         |
| 1993 | A Miss Brasil foi indicada, portanto não houve disputa. | A Miss Brasil foi indicada, portanto não houve disputa. | A Miss Brasil foi indicada, portanto não houve disputa. | A Miss Brasil foi indicada, portanto não houve disputa. | A Miss Brasil foi indicada, portanto não houve disputa. | A Miss Brasil foi indicada, portanto não houve disputa. |
| 1992 | 38ª                                                     | Flávia Machado                                          | Sorocaba                                                | Finalista (Top 05)                                      |                                                         |                                                         |
| 1991 | 37ª                                                     | Patrícia Godói                                          | São Carlos                                              | MISS BRASIL 1991                                        | (Não obteve classificação)                              |                                                         |
| 1990 | Não houve disputa nacional de Miss Brasil em 1990.      | Não houve disputa nacional de Miss Brasil em 1990.      | Não houve disputa nacional de Miss Brasil em 1990.      | Não houve disputa nacional de Miss Brasil em 1990.      | Não houve disputa nacional de Miss Brasil em 1990.      | Não houve disputa nacional de Miss Brasil em 1990.      |
| 1989 | 36ª                                                     | Adriana Colin                                           | São Carlos                                              | 2º. Lugar                                               |                                                         |                                                         |
| 1988 | 35ª                                                     | Dalcilene Galani                                        | São Bernardo do Campo                                   | Semifinalista (Top 12)                                  |                                                         |                                                         |
| 1987 | 34ª                                                     | Karin Villen Baum                                       | São Miguel Paulista                                     | 5º. Lugar                                               |                                                         |                                                         |
| 1986 | 33ª                                                     | Solange Correia                                         | Sociedade Esportiva Palmeiras                           | 2º. Lugar                                               |                                                         |                                                         |
| 1985 | 32ª                                                     | Anamaria Starck                                         | São Vicente                                             | 3º. Lugar                                               |                                                         |                                                         |
| 1984 | 31ª                                                     | Ana Elisa Flores                                        | Horto Florestal de São Paulo                            | MISS BRASIL 1984                                        | (Não obteve classificação)                              |                                                         |
| 1983 | 30ª                                                     | Jimena Carmelo                                          | Sorocaba                                                | Semifinalista (Top 12)                                  |                                                         |                                                         |
| 1982 | 29ª                                                     | Solange Frazão                                          | São José dos Campos                                     | 2º. Lugar                                               |                                                         |                                                         |
| 1981 | 28ª                                                     | Renata Bernstorff                                       | São Vicente                                             | Semifinalista (Top 12)                                  |                                                         |                                                         |
| 1980 | 27ª                                                     | Fernanda Bôscolo                                        | Santos                                                  | 2º. Lugar                                               |                                                         |                                                         |
| 1979 | 26ª                                                     | Léa Dall'Acqua                                          | Guarani Futebol Clube                                   | 3º. Lugar                                               |                                                         |                                                         |
| 1978 | 25ª                                                     | Ana Lúcia Netto                                         | Esporte Clube São Bento                                 | Semifinalista (Top 10)                                  |                                                         |                                                         |
| 1977 | 24ª                                                     | Cássia Janys                                            | Indaiatuba                                              | MISS BRASIL 1977                                        | (Não obteve classificação)                              | [ 27 ]                                                  |
| 1976 | 23ª                                                     | Kátia Moretto                                           | Sorocaba                                                | MISS BRASIL 1976                                        | (Não obteve classificação)                              | [ 28 ]                                                  |
| 1975 | 22ª                                                     | Márcia Carneiro                                         | São Paulo                                               | Semifinalista (Top 08)                                  |                                                         |                                                         |
| 1974 | 21ª                                                     | Sandra Guimarães                                        | Ribeirão Preto                                          | MISS BRASIL 1974                                        | (Não obteve classificação)                              | [ 29 ]                                                  |
| 1973 | 20ª                                                     | Sandra Mara Ferreira                                    | Sorocaba                                                | MISS BRASIL 1973                                        | Semifinalista (Top 12)                                  | [ 30 ]                                                  |
| 1972 | 19ª                                                     | Ângela Favi                                             | Araçatuba                                               | 2º. Lugar                                               |                                                         | [ 31 ]                                                  |
| 1971 | 18ª                                                     | Célia Carvalho                                          | Sorocaba                                                | 5º. Lugar                                               |                                                         | [ 32 ]                                                  |
| 1970 | 17ª                                                     | Sônia Yara Guerra                                       | Campinas                                                | 2º. Lugar                                               |                                                         | [ 33 ]                                                  |
| 1969 | 16ª                                                     | Lúcia Alexandrino                                       | Lins                                                    | 2º. Lugar                                               |                                                         | [ 33 ]                                                  |
| 1968 | 15ª                                                     | Mariluce Facci                                          | Catanduva                                               | Semifinalista (Top 08)                                  |                                                         | [ 33 ]                                                  |
| 1967 | 14ª                                                     | Carmen Ramasco                                          | Campinas                                                | MISS BRASIL 1967                                        | Semifinalista (Top 15)                                  | [ 33 ]                                                  |
| 1966 | 13ª                                                     | Tânia Zattar                                            | Clube de Campo do Castelo                               | Semifinalista (Top 08)                                  |                                                         | [ 33 ]                                                  |
| 1965 | 12ª                                                     | Sandra Penno                                            | Instituto Caetano de Campos                             | 2º. Lugar                                               |                                                         | [ 33 ]                                                  |
| 1964 | 11ª                                                     | Cecília Alves                                           | Associação dos Fotógrafos de SP                         |                                                         |                                                         | [ 33 ]                                                  |
| 1963 | 10ª                                                     | Dirce Augustus                                          | Associação dos Fotógrafos de SP                         | 5º. Lugar                                               |                                                         | [ 33 ]                                                  |
| 1962 | 9ª                                                      | Julieta Strausz                                         | Círculo Esportivo Israelita                             | 2º. Lugar                                               |                                                         | [ 33 ]                                                  |
| 1961 | 8ª                                                      | Ana Maria Filatro                                       | Light - Serviços de Eletricidade S/A                    |                                                         |                                                         | [ 33 ]                                                  |
| 1960 | 7ª                                                      | Érika Bertha Zirkus                                     | Clube de Campo do Vale do Paraíba                       | Semifinalista (Top 08)                                  |                                                         | [ 33 ]                                                  |
| 1959 | 6ª                                                      | Terezinha Rodrigues                                     | São Paulo                                               | 5º. Lugar                                               |                                                         | [ 33 ]                                                  |
| 1958 | 5ª                                                      | Madalena Fagotti                                        | Campinas                                                | 5º. Lugar                                               |                                                         | [ 33 ]                                                  |
| 1957 | 4ª                                                      | Lúcia Carvalho                                          | São Paulo                                               |                                                         |                                                         | [ 33 ]                                                  |
| 1956 | 3ª                                                      | Regina Maura                                            | Itapira                                                 | 2º. Lugar                                               |                                                         | [ 33 ]                                                  |
| 1955 | 2ª                                                      | Ethel Chiaroni                                          | Esporte Clube Floresta                                  | 2º. Lugar                                               |                                                         | [ 33 ]                                                  |
| 1954 | 1ª                                                      | Baby Lomani                                             | Clube dos Artistas de São Paulo                         |                                                         |                                                         | [ 33 ]                                                  |

## Conquistas

### Por Município
| Qtd | Representações        | Vitórias                                                                                      |
| --- | --------------------- | --------------------------------------------------------------------------------------------- |
| 16  | São Paulo             | 1954, 1957, 1959, 1961, 1962, 1963, 1964, 1965 1966, 1975, 1984, 1986, 1987, 1998, 2000, 2017 |
| 8   | Campinas              | 1955, 1958, 1967, 1970, 1979, 1994, 2009, 2023                                                |
| 7   | Sorocaba              | 1971, 1973, 1976, 1978, 1983, 1992, 2005                                                      |
| 3   | Jaú                   | 2012, 2019, 2021                                                                              |
| 3   | Ribeirão Preto        | 1974, 2014, 2015                                                                              |
| 2   | São Bernardo do Campo | 1988, 2024                                                                                    |
| 2   | Votuporanga           | 1997, 2001                                                                                    |
| 2   | Indaiatuba            | 1977, 1996                                                                                    |
| 2   | São Carlos            | 1989, 1991                                                                                    |
| 2   | São Vicente           | 1981, 1985                                                                                    |
| 1   | Itu                   | 2026                                                                                          |
| 1   | Guarulhos             | 2025                                                                                          |
| 1   | Amparo                | 2022                                                                                          |
| 1   | Sumaré                | 2018                                                                                          |
| 1   | Caconde               | 2016                                                                                          |
| 1   | Diadema               | 2013                                                                                          |
| 1   | Marília               | 2011                                                                                          |
| 1   | Piracicaba            | 2010                                                                                          |
| 1   | Caieiras              | 2008                                                                                          |
| 1   | Barueri               | 2007                                                                                          |
| 1   | Taubaté               | 2006                                                                                          |
| 1   | Dracena               | 2004                                                                                          |
| 1   | São José do Rio Preto | 2003                                                                                          |
| 1   | Cajobi                | 2002                                                                                          |
| 1   | Santo André           | 1999                                                                                          |
| 1   | Rio Claro             | 1995                                                                                          |
| 1   | São José dos Campos   | 1982                                                                                          |
| 1   | Santos                | 1980                                                                                          |
| 1   | Araçatuba             | 1972                                                                                          |
| 1   | Lins                  | 1969                                                                                          |
| 1   | Catanduva             | 1968                                                                                          |
| 1   | Jacareí               | 1960                                                                                          |

Observações
1. Os títulos adquiridos pelos bairros de São Paulo (84 e 87) entram na contagem para a cidade de São Paulo.
2. Como não há mais clubes e associações disputando o título estadual, os títulos antigos entram para as respectivas cidades. [34]